# فيليب إل. بويد
فيليب إل. بويد (بالإنجليزية: Philip L. Boyd)‏ هو سياسي أمريكي، ولد في 8 أكتوبر 1900 في ريتشموند في الولايات المتحدة، وتوفي في 9 سبتمبر 1989 في مركز أيزنهاور الطبي ‏ في الولايات المتحدة. نشط حزبياً في الحزب الجمهوري الكاليفورني ‏. وقد انتخب عضو جمعية ولاية كاليفورنيا.